# إيبرهارد فيرنر
إيبرهارد فيرنر (بالألمانية: Eberhard Werner)‏ هو رسام ألماني، ولد في 8 أغسطس 1924 في سيليزيا في ألمانيا، وتوفي في 23 سبتمبر 2002 في لوبيكه في ألمانيا.

## معرض صور

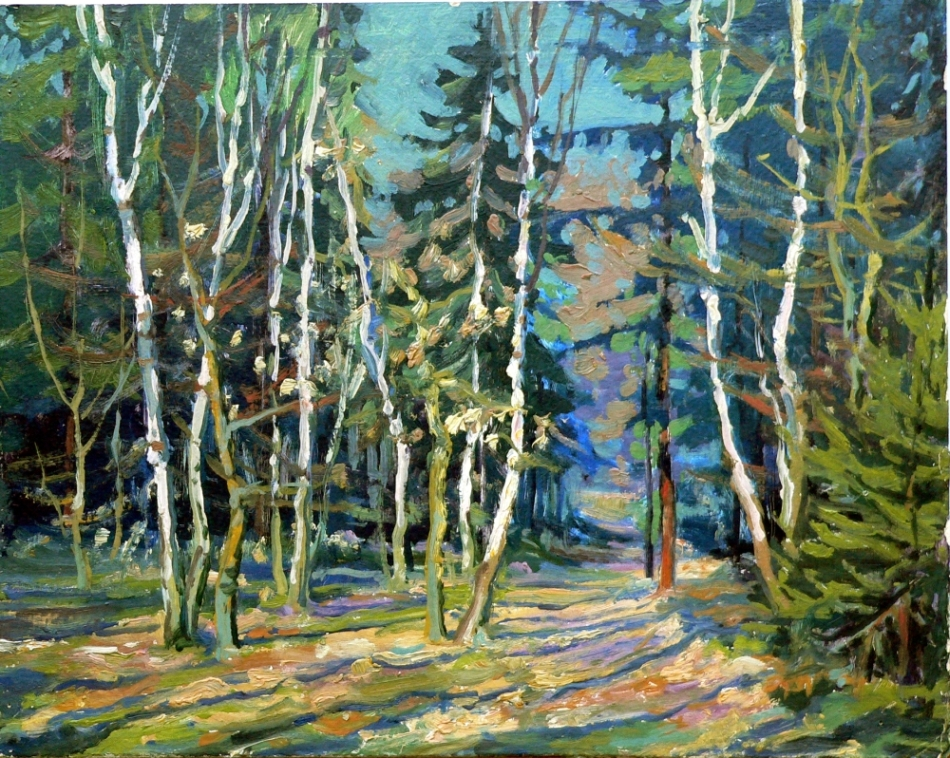
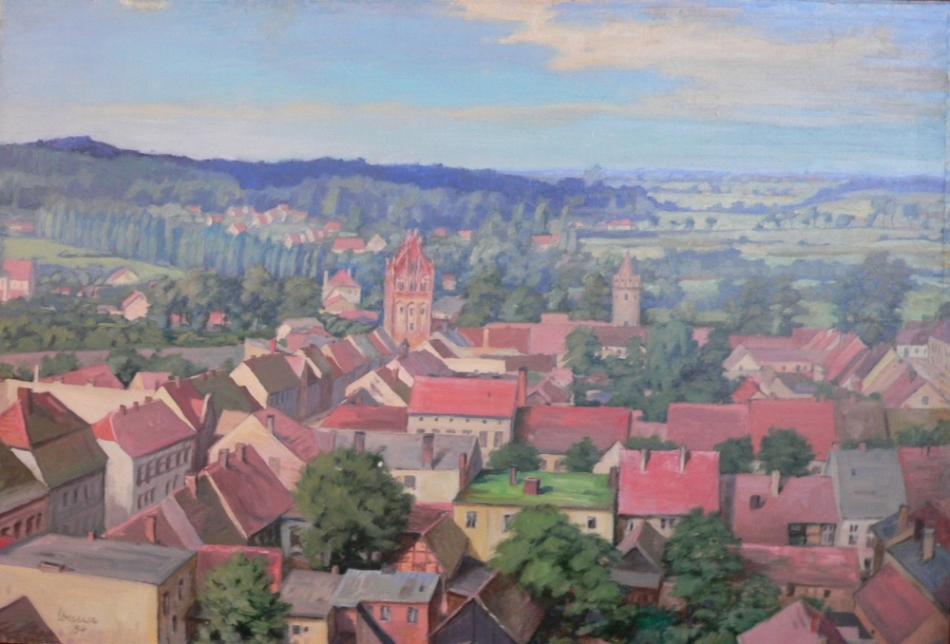
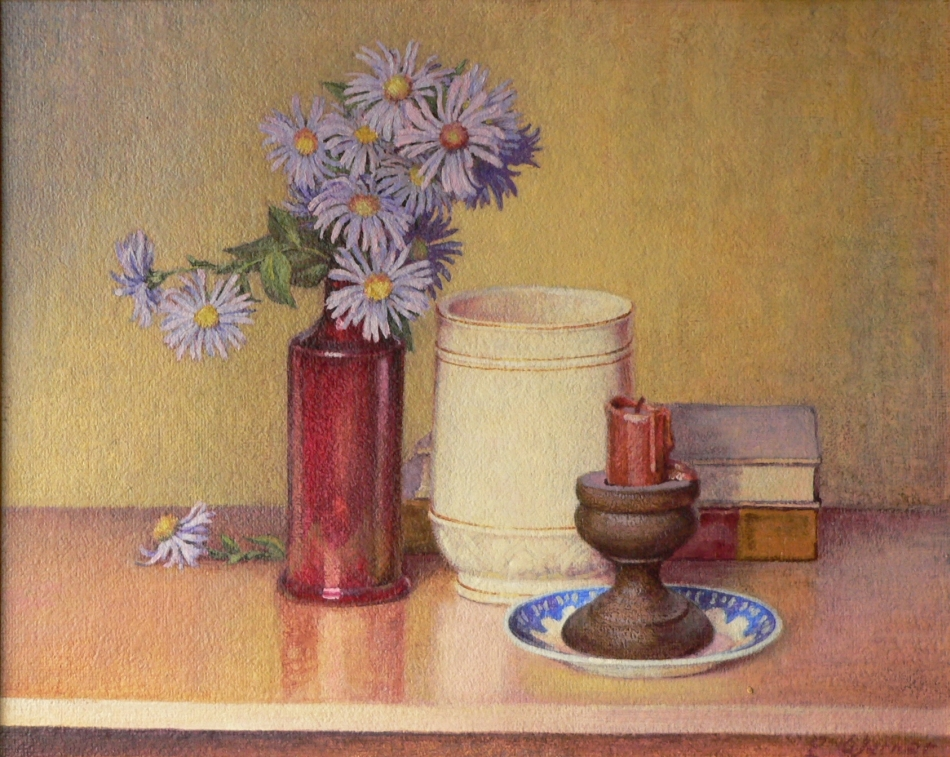
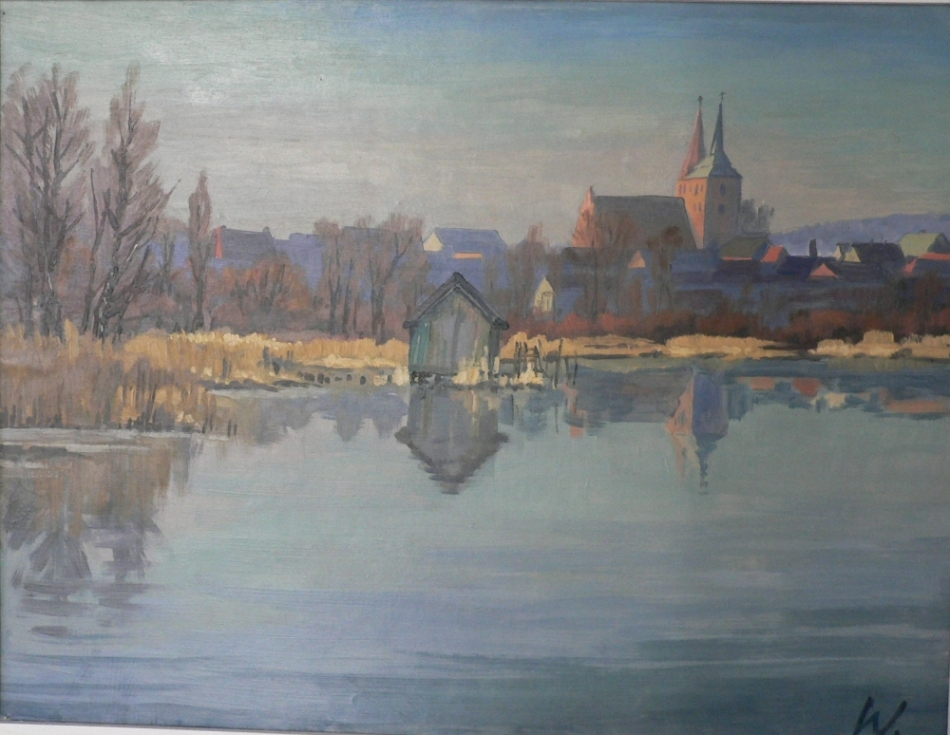
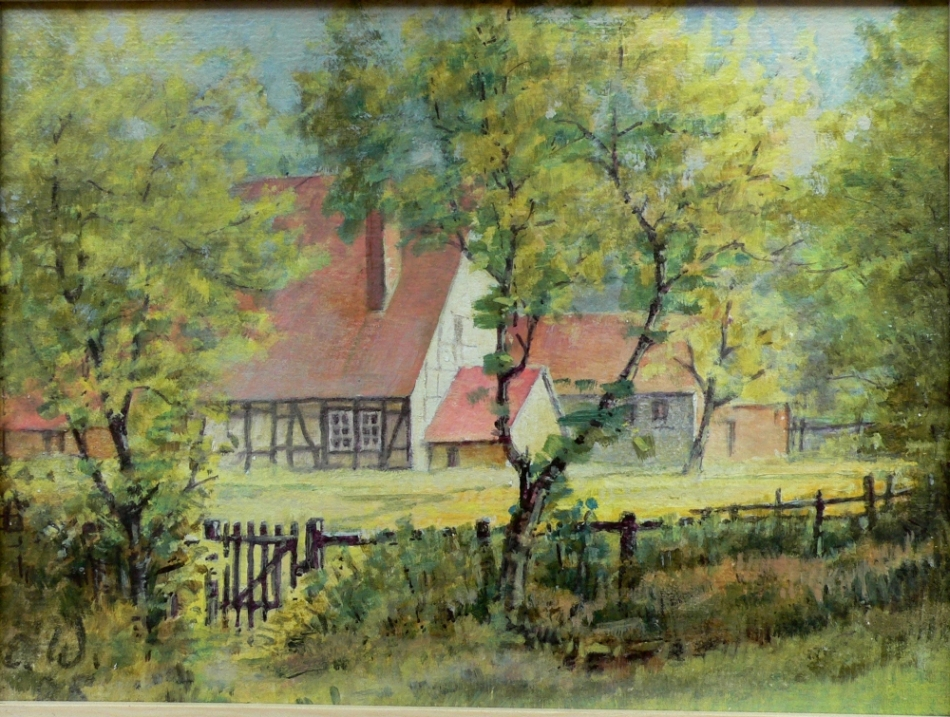
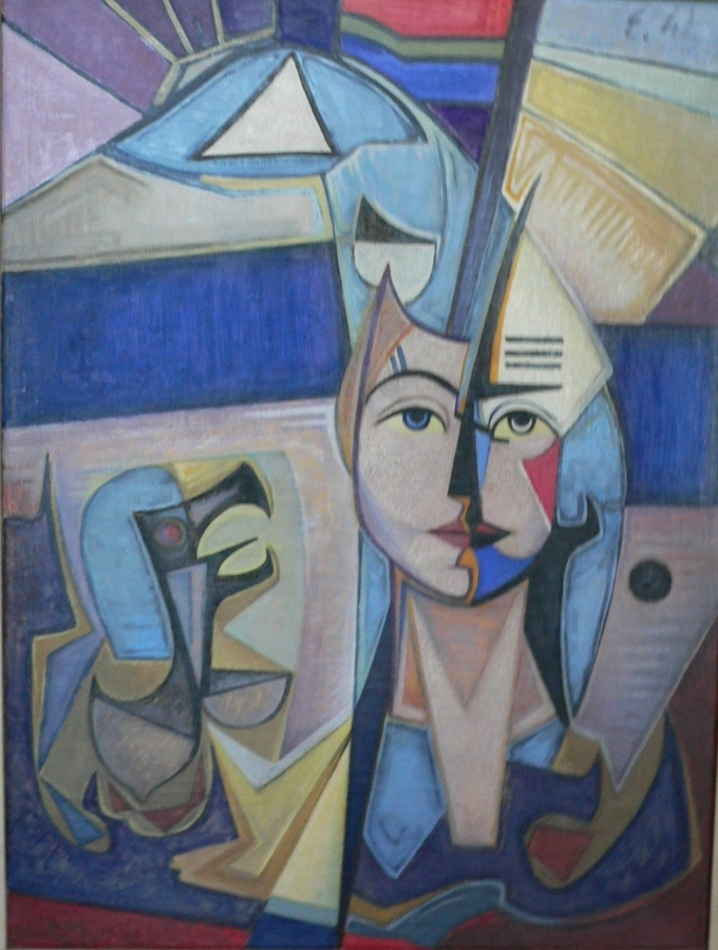